# Seth P. Waxman

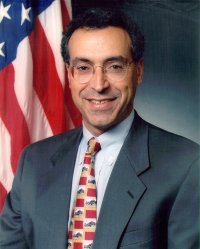
Seth P. Waxman

Seth Paul Waxman (* 28. November 1951 in Hartford, Connecticut) ist ein US-amerikanischer Jurist und ehemaliger United States Solicitor General.

## Biografie
Nach dem Besuch der High School in Hartford studierte er an der Harvard University und beendete dieses Studium 1973. Ein anschließendes Postgraduiertenstudium der Rechtswissenschaften schloss er 1977 mit dem akademischen Grad Juris Doctor (J.D.) ab. Anschließend wurde er zum Professor für Rechtswissenschaften an die Georgetown University berufen und war dort bis 1997 tätig.
Waxman ist Mitglied der Demokratischen Partei und wurde im November 1997 von Präsident Bill Clinton zum US Solicitor General ernannt. Die dritthöchste Position im Justizministerium der Vereinigten Staaten hatte er bis zum Ende von Clintons Amtszeit im Januar 2001 inne.
Anschließend kehrte er als Professor an die Georgetown University zurück und trat zugleich 2004 in die Anwaltskanzlei Wilmer Hale ein, eine Großkanzlei mit mehr als 1000 Rechtsanwälten und Sitz in Washington. Darüber hinaus war er Mitglied des Beratungsgremiums des National Legal Center for the Public Interest sowie des Verwaltungsrates der Partnership for Public Service.
2006 wurde Waxman in die American Academy of Arts and Sciences gewählt.